# Rastislau (Gont)
Rastislau (em eslovaco: Rastislav) (nascido: Ondrej Gont, 25 de janeiro de 1978, Snina, Checoslováquia) é o  Primaz da Igreja Ortodoxa Checa e Eslovaca, Arcebispo de Presov, Metropolita das Terras Tchecas e da Eslováquia desde 11 de janeiro de 2014.